# Laeops parviceps
Laeops parviceps es una especie de pez de la familia Bothidae en el orden de los Pleuronectiformes.

## Hábitat
Es un pez de mar.

## Morfología
• Pueden llegar alcanzar los 14 cm de longitud total.

## Distribución geográfica
Se encuentra desde las  costas de Taiwán hasta las del noroeste de Australia y Papúa Nueva Guinea.